# 2.5 الإغواء البعدي
2.5 الإغواء البعدي (باليابانية : 2.5次元の誘惑 يُنطق  باليابانية :  ني تن غو جيغين نو ريريسا، تتُرجم حرفياً : ريريسا من البعد 2.5)  هو عبارة عن سلسلة  مانغا  يابانية من تأليف المانغاكا و رسم يو هاشيموتو . تم أصدار تسلسل المانغا في المجلة الرقمية  شونين جامب بلس التابعة لعملاق النشر شوئيشا  في يونيو 2019 و في يناير 2023 تم جمع المانغا في 16 مجلدتانكوبون  و تم الإعلان عن تحويل السلسلة لأنمي تلفازية .

## القصة
أوكومورا هو طالب في السنة الثانية في المدرسة الثانوية و يعمل كرئيس وعضو في نادي المانجا بمدرسته. يدعي أوتاكو أنه لا يهتم بالفتيات الحقيقيات بسبب هوسه بشخصية خيالية تدعى ليليل. فجأة ، تنضم طالبة في السنة الأولى تُدعى ليليسا أمانو ، وهي شغوفة بملابس الكوسبلاي التنكرية ، إلى النادي. عندما يوافق أوكومورا على أن يصبح مصورها الخاص ، يكتشف أوكومورا أن شخصية الخيالية المفضلة  لها هي أيضًا ليليل. نتيجة لذلك ، يجد نفسه متضاربًا بشأن الموقف حيث يقع في حب ليليسا و حب ليليل أيضاً .

## الوسائط الرقمية

### المانجا
بدأ تسلسل المانغا  الذي يألفه و يرسمه المانغاكا يو هاشيموتو ، في النشر على موقع شونين جامب بلس مانغا الخاص بعملاق النشر شويشا في 15 يونيو 2019.  اعتبارًا من يناير 2023 ، تم جمع فصول للسلسلة في ستة عشر مجلدًا تانكوبون . 
و في يونيو 2021 ، أعلنت شركة  سيفن سيز أنترتيمنت  أنها أشترت حقوق نشر السلسلة في الولايات المتحدة  باللغة الإنجليزية في مجلة جوست شيب Ghost Ship. 

#### قائمة المجلدات
| المجلد | الرقم التعريفي الدولي للكتاب | تاريخ نشر المجلد لأول مرة | المرجع |
| ------ | ---------------------------- | ------------------------- | ------ |
| 1      | (ردمك 978-1-64-827881-5)     | 4 أكتوبر 2019             | [ 4 ]  |
| 2      | (ردمك 978-4-08-882182-5)     | 4 يناير 2020              | [ 5 ]  |
| 3      | (ردمك 978-4-08-882207-5)     | 4 فبراير 2020             | [ 6 ]  |
| 4      | (ردمك 978-4-08-882337-9)     | 13 مايو 2020              | [ 7 ]  |
| 5      | (ردمك 978-4-08-882355-3)     | 3 يوليو 2020              | [ 8 ]  |
| 6      | (ردمك 978-1-63-858992-1)     | 4 سبتمبر 2020             | [ 9 ]  |
| 7      | (ردمك 978-4-08-882565-6)     | 4 ديسمبر 2020             | [ 10 ] |
| 8      | (ردمك 978-4-08-882635-6)     | 4 فبراير 2021             | [ 11 ] |
| 9      | (ردمك 978-4-08-882664-6)     | 2 أبريل 2021              | [ 12 ] |
| 10     | (ردمك 978-4-08-882754-4)     | 2 يوليو 2021              | [ 13 ] |
| 11     | (ردمك 978-4-08-882838-1)     | 4 أكتوبر 2021             | [ 14 ] |
| 12     | (ردمك 978-4-08-882899-2)     | 3 ديسمبر 2021             | [ 15 ] |
| 13     | (ردمك 978-4-08-883070-4)     | 4 مارس 2022               | [ 16 ] |
| 14     | (ردمك 978-4-08-883166-4)     | 4 يوليو 2022              | [ 17 ] |
| 15     | (ردمك 978-4-08-883286-9)     | 4 اكتوبر 2022             | [ 18 ] |
| 16     | (ردمك 978-4-08-883392-7)     | 4 يناير 2023              | [ 19 ] |

### الأنمي
تم الإعلان عن تحويل السلسلة لأنمي تلفازي في 10 ديسمبر 2022.  

## الاستقبال
أشاد أتاتشي يوتادا Itachi Utada من مجلة فاميتسو بقصة المسلسل وشخصياته ، ولا سيما الاستمتاع بعناصر الكوسبلاي الحالية. 
في  2020  نيكست مانغا أوارد  Next Manga  ، احتلت السلسلة المرتبة الرابعة في فئة مانغات الويب.  حيث باعت السلسلة مليون نسخة متداولة بين إصداراتها الرقمية والمطبوعة. 

## روابط خارجية
- باللغة اليابانية
- باللغة اليابانية
- 2.5 الإغواء البعدي (مانغا) في شبكة أخبار الأنمي

قالب:Shōnen Jump Plus